# Colutea afghanica
Colutea afghanica är en ärtväxtart som beskrevs av Kasimierz Browicz. Colutea afghanica ingår i släktet blåsärter, och familjen ärtväxter. Inga underarter finns listade i Catalogue of Life.